# Igliczyzna
Igliczyzna is een plaats in het Poolse district  Brodnicki, woiwodschap Koejavië-Pommeren. De plaats maakt deel uit van de gemeente Bartniczka en telt 90 inwoners.